# Година «W»

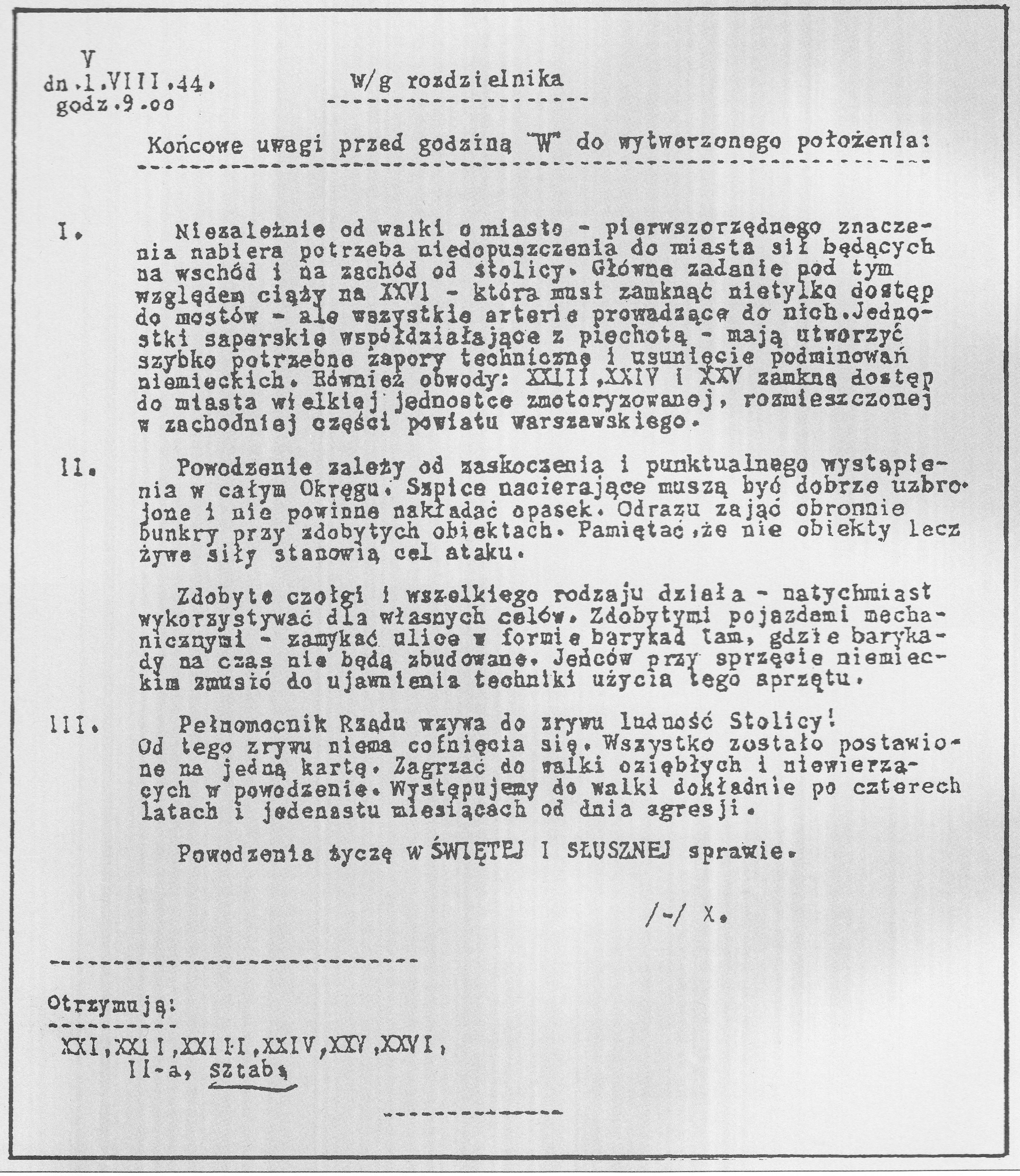
Заключні зауваження до плану повстання, підписані Антонієм Хрущелем 1 серпня 1944 о 9:00

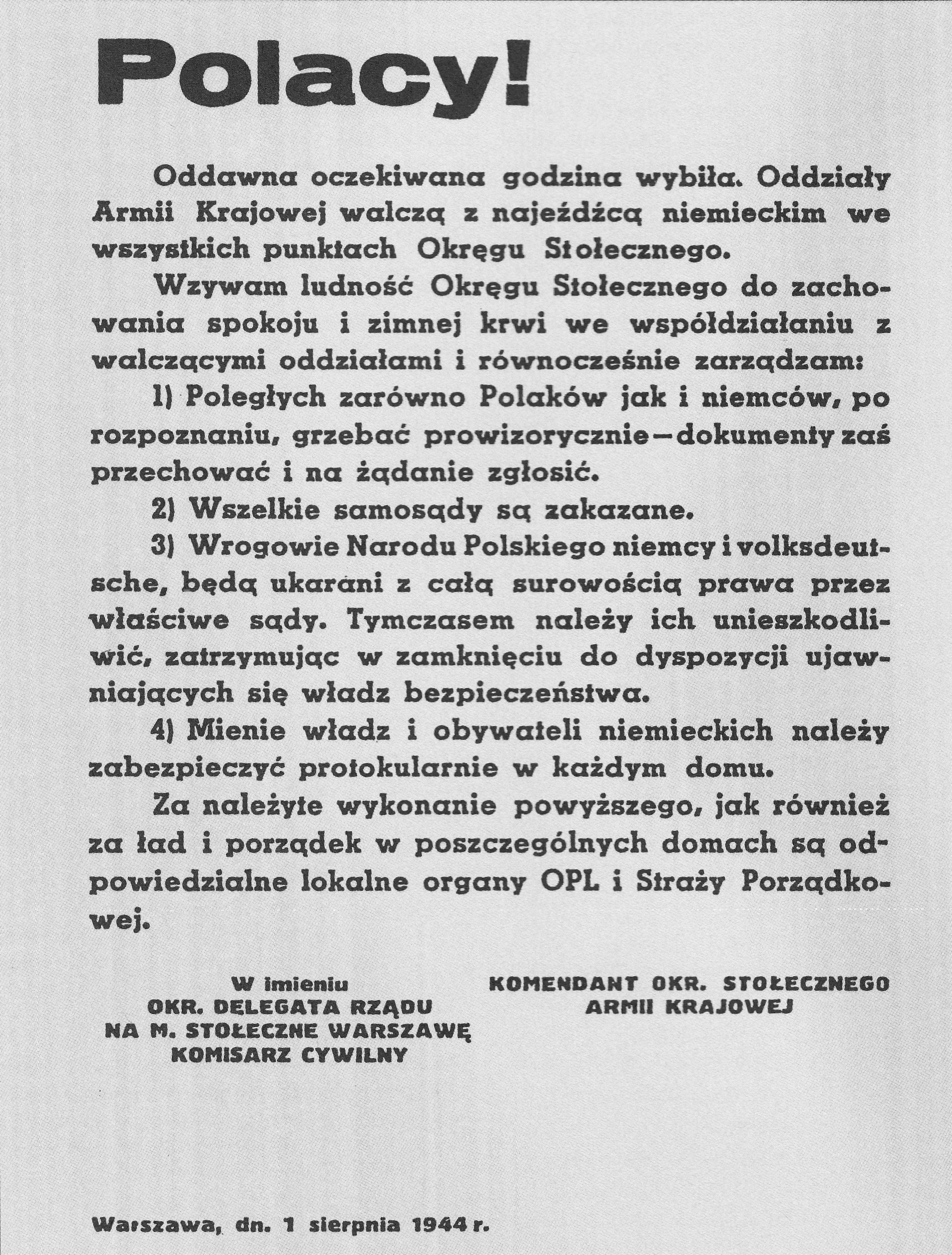
Звернення керівників повстання, розповсюджене по вулицях Варшави 1 серпня 1944

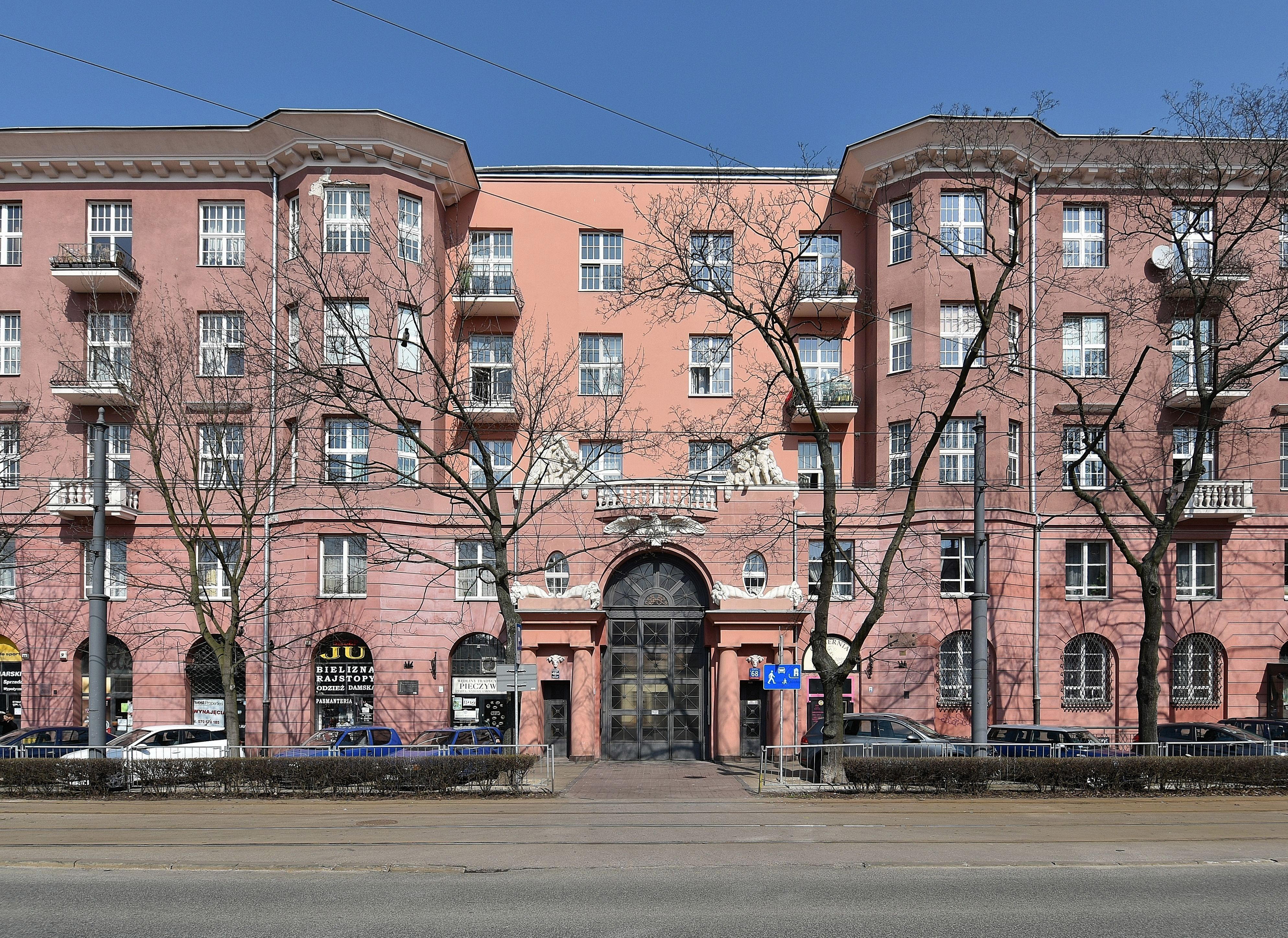
Будівля ощадної каси по вулиці Фільтровій, де був підписаний наказ про початок повстання

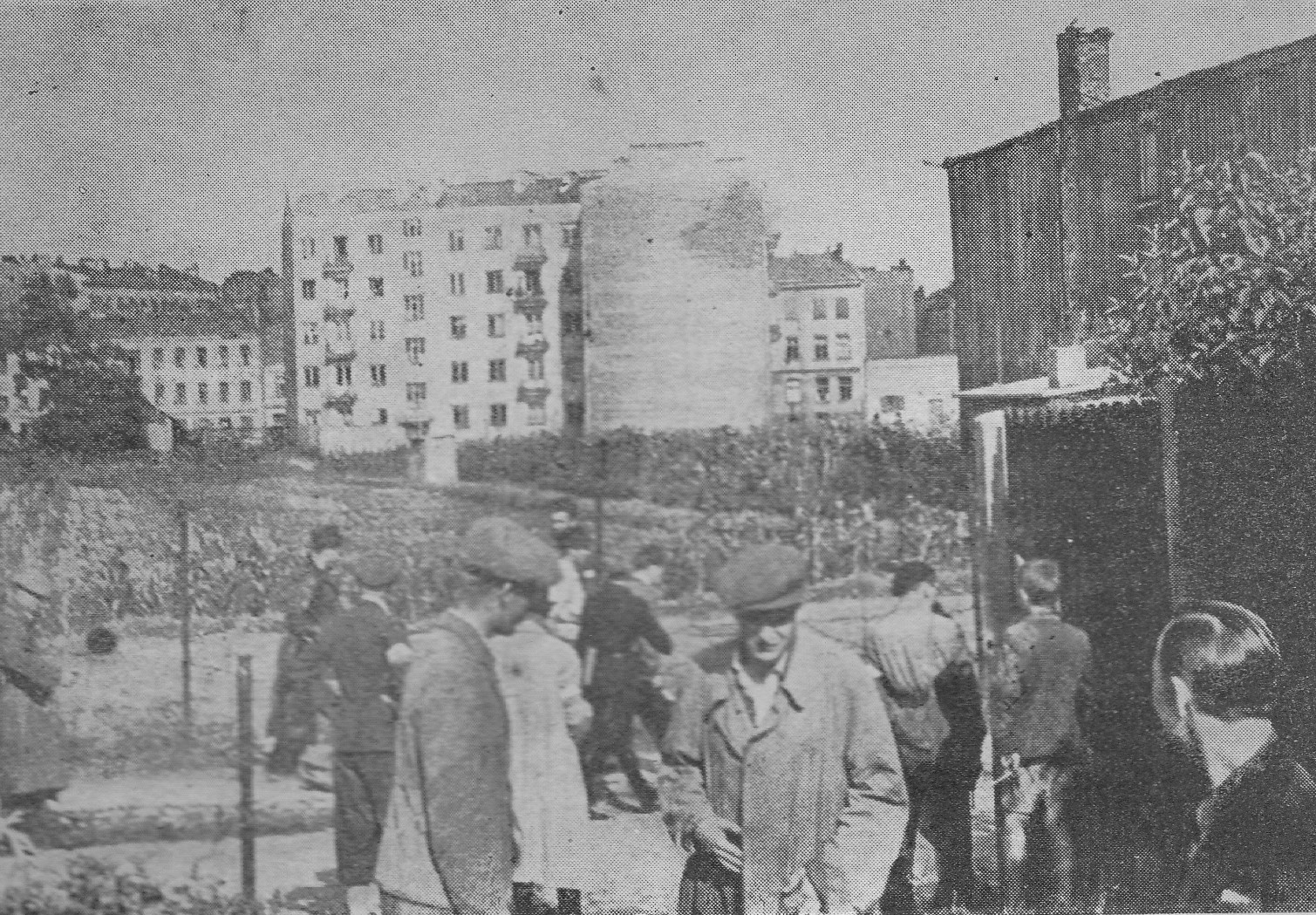
Збори повстанців перед початком Години "W" на Волі

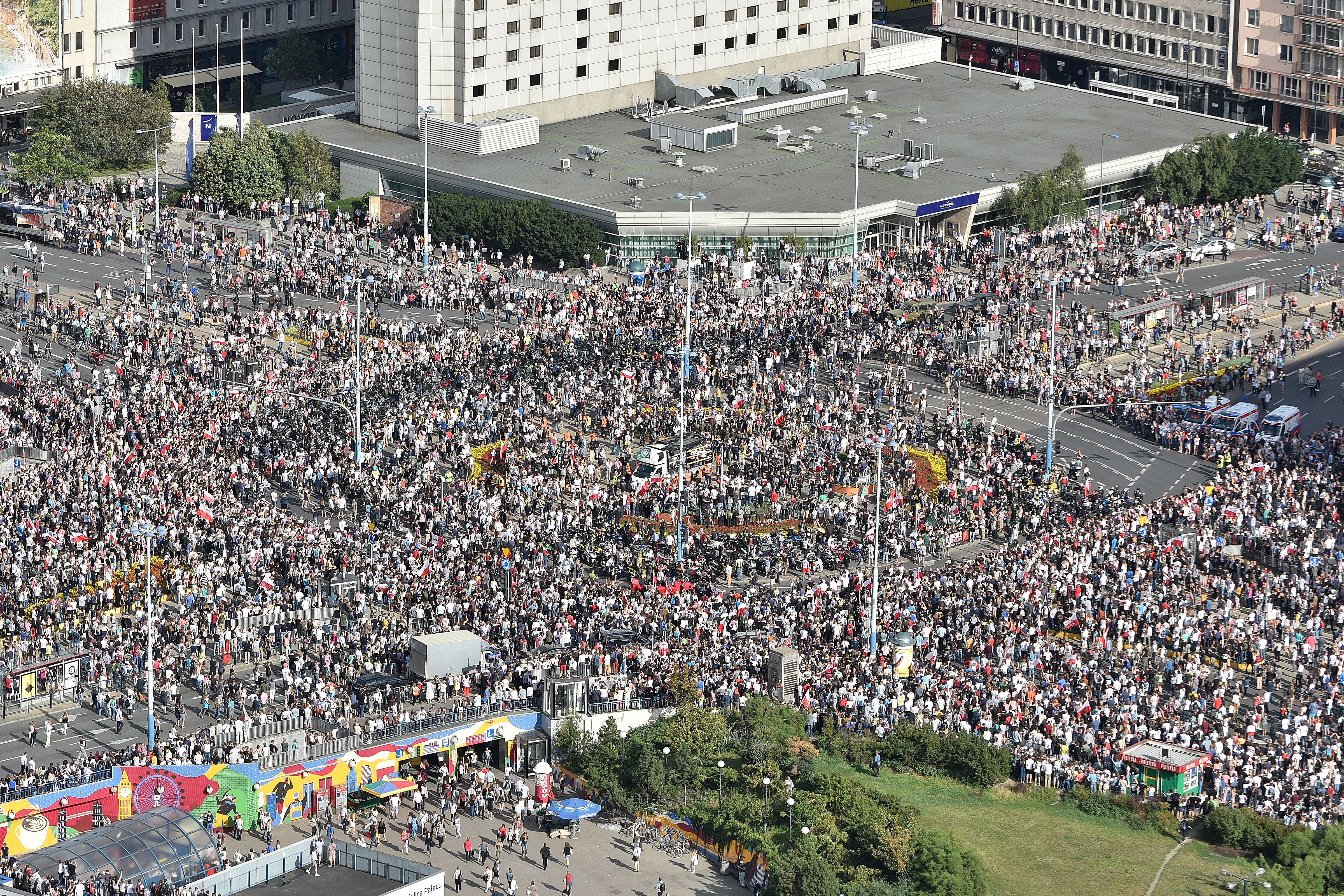
Пам'ятні заходи, присвячені Годині "W"

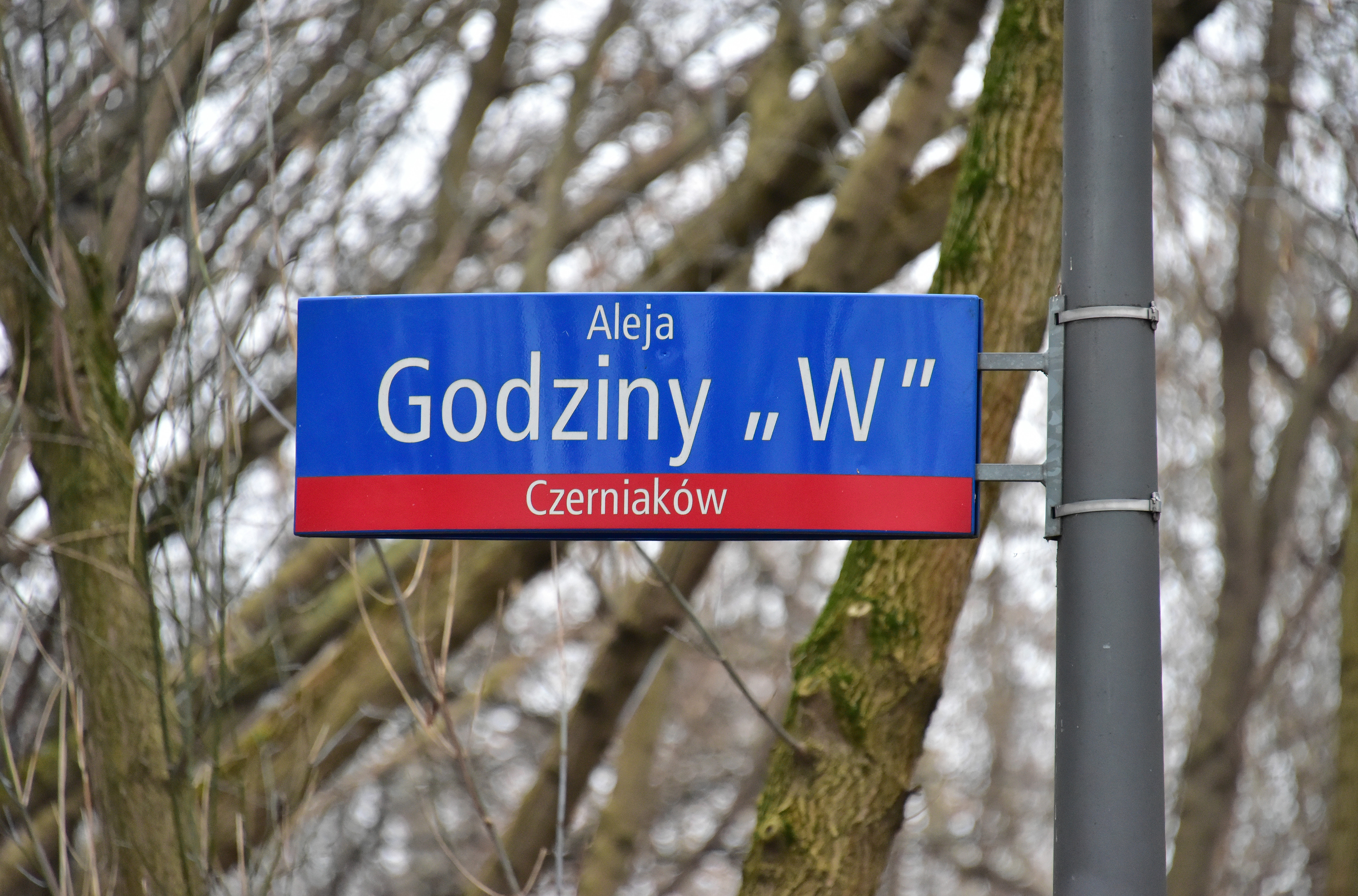
Алея Години "W" у Варшаві

Година "W" — кодове ім'я дня та години початку акції «Буря» (Варшавського повстання). Акція розпочалася у вівторок 1 серпня 1944 о 17:00.

## Підготовка
31 липня 1944 після надання комендантом Варшавського округу Антонієм Хрущелем неправдивої інформації стосовно начебто прориву радянськими військами німецької оборони неподалік Праги генерал Тадеуш Бур-Коморовський під час засідання Генерального штабу Армії Крайової в усній формі наказав йому розпочати наступного дня на території Варшави акцію «Буря». Наказ був відданий у присутності та за згодою делегата уряду на Польщу Яна Станіслава Янковського після наради із заступником командувача Армії Крайової генералом Тадеушем Пелчинським та начальником штабу Леопольдом Окуліцьким.
На засіданні Генерального штабу не були присутні начальник розвідки Генштабу Армії Крайової Казімєж Іранек-Осмецький, керівник оперативного відділу Юзеф Шостак та голова відділу зв'язку Казімєж Плюта-Чаховський — вони прибули лише після закінчення наради; Бур-Коморовський спеціально чекав на них, щоби повідомити про прийняте рішення. Командувач Армії Крайової був поінформований щодо німецького контрнаступу на празькій ділянці фронту, однак вирішив не скасовувати наказ.
Початково Генеральний штаб Армії Крайової планував розпочати повстання рано вранці. 29 липня 1944 Антоні Хрущель постановив, однак, що повстання розпочнеться о 17:00. Годину початку повстання обрали з огляду на пожвавлений вуличний рух (у цей час мешканці Варшави поверталися з роботи додому). Це мало би дозволити повстанцям, що прямуватимуть до пунктів концентрації, злитися з натовпом та максимально непомітно доставити у потрібні місця транспорт, зброю й амуніцію. До того ж після 17:00 у розпорядженні повстанців знаходитимуться ще декілька світлових годин, що допомогло б їм опанувати визначені об'єкти.

## 1 серпня
Наказ, у якому зазначено день та годину початку повстання, був виданий комендантом Хрущелем близько 19:00 — за годину до початку комендантської години; повстанці почали отримувати його вже з 7:00 ранку 1 серпня. Голови адміністративних одиниць ("обводів") Армії Крайової отримали його між 7:00 та 9:00 ранку, командувачі військових угруповань — між 9:00 та 13:30. Після опівдня чисельність зв'язкових та кур'єрів, що розповсюджували мобілізаційні накази, перевищила 6 тисяч чоловік. На момент початку бойових дій на вулицях Варшави все ще знаходилися натовпи чоловіків, що прямували до місць концентрації.
Наказ про початок повстання заскочив зненацька більшість командувачів. Крім нестачі зброї, бракувало також часу для того, щоби витягнути її зі схронів, а також на збори солдатів, які були розпорошені по всій Варшаві. Станом на 17:00, тобто на момент початку повстання, вдалося мобілізувати лише 50% повстанських з'єднань, а в масштабах міста — 60%. У Середмісті до повстанських угруповань долучилося трохи більше 60% солдатів. На периферійних дільницях (серед іншого на Волі та Празі) кількість долучених до повстанських дій сягнула близько 40% солдатів. У результаті 1 серпня в бойових діях брало участь лише від 1500 до 3500 озброєних солдатів АК (не рахуючи кільканадцяти тисяч неозброєних повстанців, що являли собою кадровий резерв). Найкращі мобілізаційні показники продемонструвало Середмістя, однак при цьому тамтешні бійці були озброєні найгірше.
Не всі угруповання змогли утримати в таємниці підготовку до бойових дій до 17:00. Перші постріли пролунали близько 13:50 на Жолібожі — війська Здзіслава Серпинського, що транспортували зброю для угруповання Армії Крайової "Жнівяж", обстріляли німецький патруль. У відповідь німці швидко стягнули на місце подій танк та кілька озброєних кулеметами автомобілів. Близько 15:30, прочісуючи навколишні території, німецькі війська виявили на вулиці Сузіна групу повстанців з 4-го батальйону імені Ярослава Домбровського та Соціалістичної Організації Бойової, які витягували зброю з бойлерної Варшавського житлового кооперативу (пол. Warszawska Spółdzielnia Mieszkaniowa). Під час битви загинув командувач Соціалістичної Організації Бойової Влодзімєж Качановський. Зіткнення спровокували захоплення німцями перехресть найважливіших вулиць на Жолібожі, моста біля Гданського вокзалу та приведення до бойової готовності німецьких військових одиниць на Цитаделі та Белянському летовищі.
Година "W" не була дотримана щонайменше на півгодини також у восьми інших пунктах Варшави.
Штаб Варшавського округу АК з Антонієм Хрущелем о 15:00 знаходився на вулиці Ясній, щоби двома годинами пізніше переїхати до відвойованого готелю "Вікторія". Головна комендатура з Тадеушем Бур-Коморовським розташувалася в будинку меблевої фабрики Камлера.
О 16:30 військовий комендант Варшави генерал Райнер Штагель підняв по тривозі Варшавський гарнізон. Однак німцям не вдалося запобігти вибухові Варшавського повстання.

## Пам'ять
- У липні 2004 сходам, що ведуть до Пагорба Варшавського повстання, була присвоєна назва Алея Години "W".[23]
- На фасаді будинку ощадної каси по вулиці Фільтровій, у якому Антоні Хрущель підписав наказ про початок Варшавського повстання, знаходиться пам'ятна дошка.[24]
- Щороку 1 серпня о 17:00 у Варшаві вмикаються сирени. Автобуси, трамваї, багато автівок і перехожих затримуються, а під пам'ятником Gloria Victis на цвинтарі Військові Повонзки розпочинаються урочисті заходи. [25]

## Сучасне застосування
Після 1944 термін «Година "W"» почав застосовуватися в літературі для окреслення неминучих важливих подій.